# Lorna Manzer
Lorna Manzer (...) è un'ex sciatrice canadese paralimpica, partecipante a gare di sci di fondo e sci alpino. Nel corso di due Giochi paralimpici, per il Team Canada, ha vinto due medaglie di bronzo, due medaglie d'oro e una d'argento.

## Biografia
Mentre si laureava in educazione fisica al Mount Royal College negli anni '70, Manzer ha perso parte della gamba destra sotto il ginocchio, investita da un'auto sull'autostrada. Durante la convalescenza, è entrata in contatto con Jerry Johnston e Sunshine Village, che lavoravano già con gli atleti paralimpici nello sci di fondo.

## Carriera
Manzer e Brent Munro sono diventati i primi canadesi a partecipare alle gare di sci di fondo alle Paralimpiadi invernali del 1976. Manzer ha vinto una medaglia d'oro alla gara di breve distanza 5 km classe II, come unica concorrente e ha concluso le gare di slalom speciale II e slalom gigante II al 3º posto, entrambe le gare dietro alla svizzera Irene Moillen e all'austriaca Heidi Jauk. Agli successivi Giochi paralimpici invernali, Manzer ha conquistato una medaglia d'oro nello slalom 2A e una medaglia d'argento nello slalom gigante femminile 2A. Ha conseguito un certificato di istruttrice di sci certificata dall'Alleanza dei maestri di sci canadese. 
Ai Campionati mondiali del 1982 ad Alpes Vaudoise in Svizzera, Manzer ha vinto due medaglie, un bronzo nello slalom gigante e un argento nella discesa libera.

## Palmarès

### Sci di fondo

#### Paralimpiadi
- 1 medaglia:
  - 1 oro (5 km classe II a Örnsköldsvik 1976)

### Sci alpino

#### Paralimpiadi
- 4 medaglie:
  - 1 oro (slalom 2A a Geilo 1980)
  - 1 argento (slalom gigante 2A a Geilo 1980)
  - 2 bronzi (slalom speciale II e slalom gigante II a Örnsköldsvik 1976)

#### Campionati mondiali
- 2 medaglie 
  - 1 argento (discesa libera a Alpes Vaudoise 1982)
  - 1 bronzo (slalom gigante a Alpes Vaudoise 1982)